# Sinonatrix percarinata
Espèce
Synonymes
- Tropidonotus percarinatus Boulenger, 1899
- Natrix suriki Maki, 1931

Statut de conservation UICN

 LC  : Préoccupation mineure
Sinonatrix percarinata est une espèce de serpents de la famille des Natricidae.

## Répartition
Cette espèce se rencontre :
- en Birmanie ;
- au Laos ;
- en Thaïlande ;
- au Viêt Nam ;
- à Taïwan ;
- dans le sud de la République populaire de Chine.

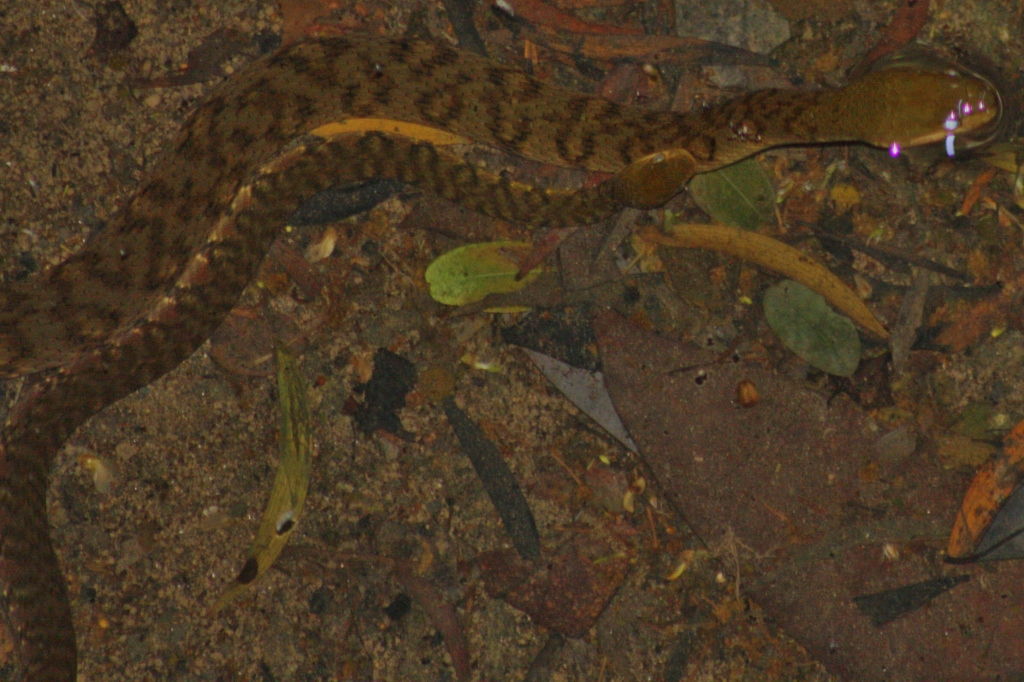

## Liste des sous-espèces
Selon The Reptile Database (9 septembre 2013) :
- Sinonatrix percarinata percarinata (Boulenger, 1899)
- Sinonatrix percarinata suriki (Maki, 1931)

## Publications originales
- Boulenger, 1899 : On a collection of reptiles and batrachians made by Mr. J. D. La Touche in N.W. Fokien, China. Proceedings of the Zoological Society of London, vol. 1899, p. 159-172 (texte intégral).
- Maki, 1931 : Monograph of the Snakes of Japan. Dai-ichi Shobo, Tokyo, vol. 1, no 7, p. 1-240.